# Titane
|  | No s'ha de confondre amb Titane (pel·lícula). |

Títana (en grec antic: Τιτάνη, Titana) fou una població de l'antiga Grècia situada al territori de Sició, a l'esquerra del riu Asop, entre Fliünt i Sició.
Era situada al cim d'un turó, on es diu que hi va viure Tità, el germà d'Hèlios, que li hauria donat el seu nom. Era conegut per un temple d'Asclepi, suposadament construït per Alexànor, fill de Macàon i net d'Asclepi. Aquest temple encara existia al segle ii, en temps de Pausànias, i era situat en un bosquet de xiprers on els sacerdots atenien als malalts. Tenia estàtues d'Asclepi i d'Higiea, i dels herois Alexàbor i Evameri. També tenia un temple dedicat a Atena, a un turó pròxim, amb una estàtua de fusta de la deessa; al peu del turó hi havia un altar dedicat als vents.
Les ruïnes van ser descobertes per Ross, al nord de Voivónda.